# 日本煉瓦製造
日本煉瓦製造股份公司（日语：日本煉瓦製造株式会社）是一家歷史悠久的日本製磚公司，存在於1887年至2006年，該公司總部位於東京，製磚工廠位於埼玉縣。

## 歷史
日本明治維新時期，政府設置了臨時建築局，聘請外籍顧問德國建築師威廉伯克曼與赫曼安迪。他們向明治政府進言，為了城市發展，必須成立製磚工廠以製作高品質的磚 。受到了政府的財政支持，日本實業家澀澤榮一於1887年在東京東北方的埼玉縣成立日本煉瓦製造公司:76。隔年，位於埼玉縣榛澤郡上敷免村的煉瓦廳舍竣工，供德國技師居住之用。:35該址歷經政區流轉，曾是大里郡大寄村上敷免地，後來屬深谷市上敷免地。
霍夫曼窯是德國工程師佛德烈曲·霍夫曼之發明，能夠不間斷的持續生產，日本煉瓦窯場內有六座霍夫曼窯運轉生產，在全盛時期，最大月產能可達65萬個，關東地區約有六分之一的磚都來自日本煉瓦的深谷窯場。:35   窯場之中，有一座1907年建造的霍夫曼窯六號窯，是由日本人改良、自行設計而成，規模最為龐大，它是長56.5公尺、寬20公尺、高3.3公尺的磚造建築物，內部設有18間窯室。是日本規模最大的霍夫曼窯。
1997年，鑑於該窯的重要性，日本煉瓦六號窯被政府指定為國家重要文化財。:35
後來它成為太平洋水泥的子公司。2006年，日本煉瓦製造的董事會決議將公司結束。伴隨著日本煉瓦製造清算，位於埼玉縣深谷市的工廠設施等文化財，包含了霍夫曼窯、舊事務所、舊變電所等設施的所有權移轉深谷市政府保存和維護。

### 使用日本煉瓦製造的建築物
以日本煉瓦製造的磚作為主要建築材料的知名建築物，舉隅如下：
- 東京車站（東京都千代田区）
- 中央本線万世橋高架橋（東京都千代田区）例如鐵道高架橋
- 司法省（日语：司法省）（法務省舊本館、東京都千代田区）
- 日本銀行舊館（東京都中央区）
- 迎賓館赤坂離宮（赤坂迎賓館、東京都港區）
- 東京大学（東京都文京區）
- 舊金谷工業（日语：旧金谷レース工業）鋸屋根工場（群馬縣桐生市）
- 信越本線碓冰峠的鐵路設施（群馬縣安中市）
- 深谷車站（埼玉縣深谷市）

## 文化財
重要文化財（國家指定）
- 日本煉瓦製造舊煉瓦製造設施

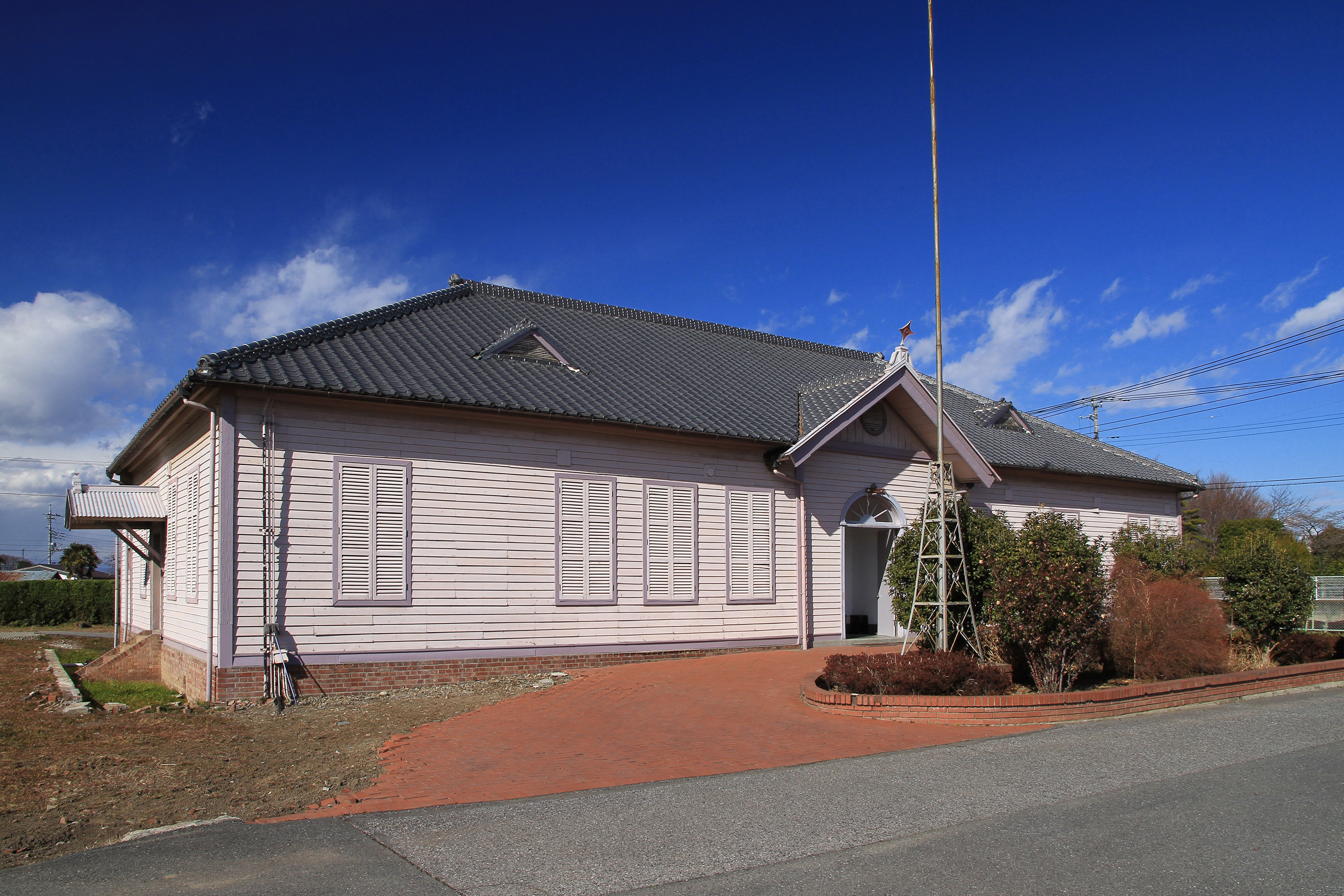
会社旧事務所

  - 會社舊事務所 - 木造平房、鋪瓦屋頂、1888年興建。後改為日本煉瓦史料館
  - 舊變電室 - 磚造
  - 霍夫曼窯六號窯 - 長56.5公尺、寬20公尺
  - 備前渠鐵橋

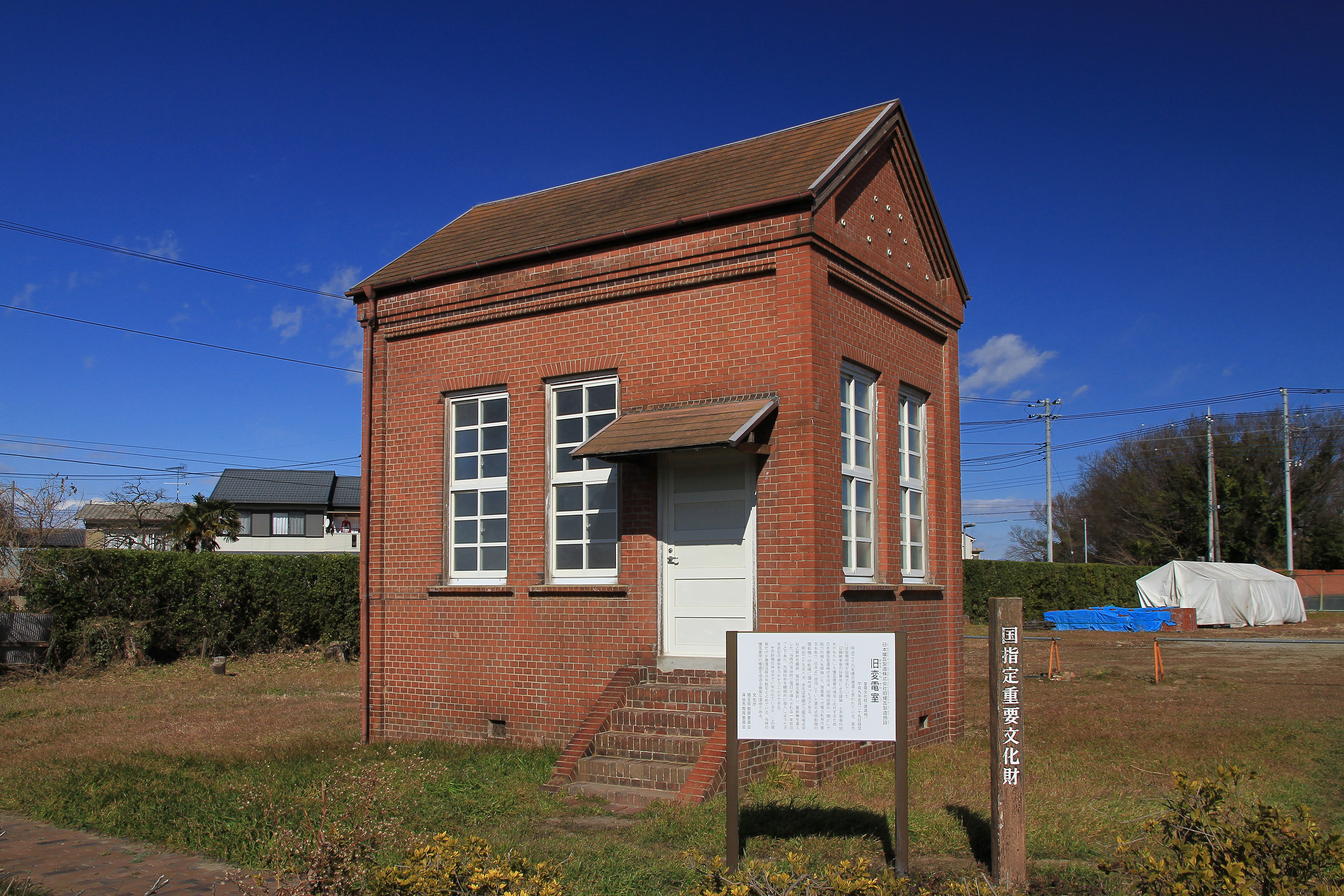
舊變電室
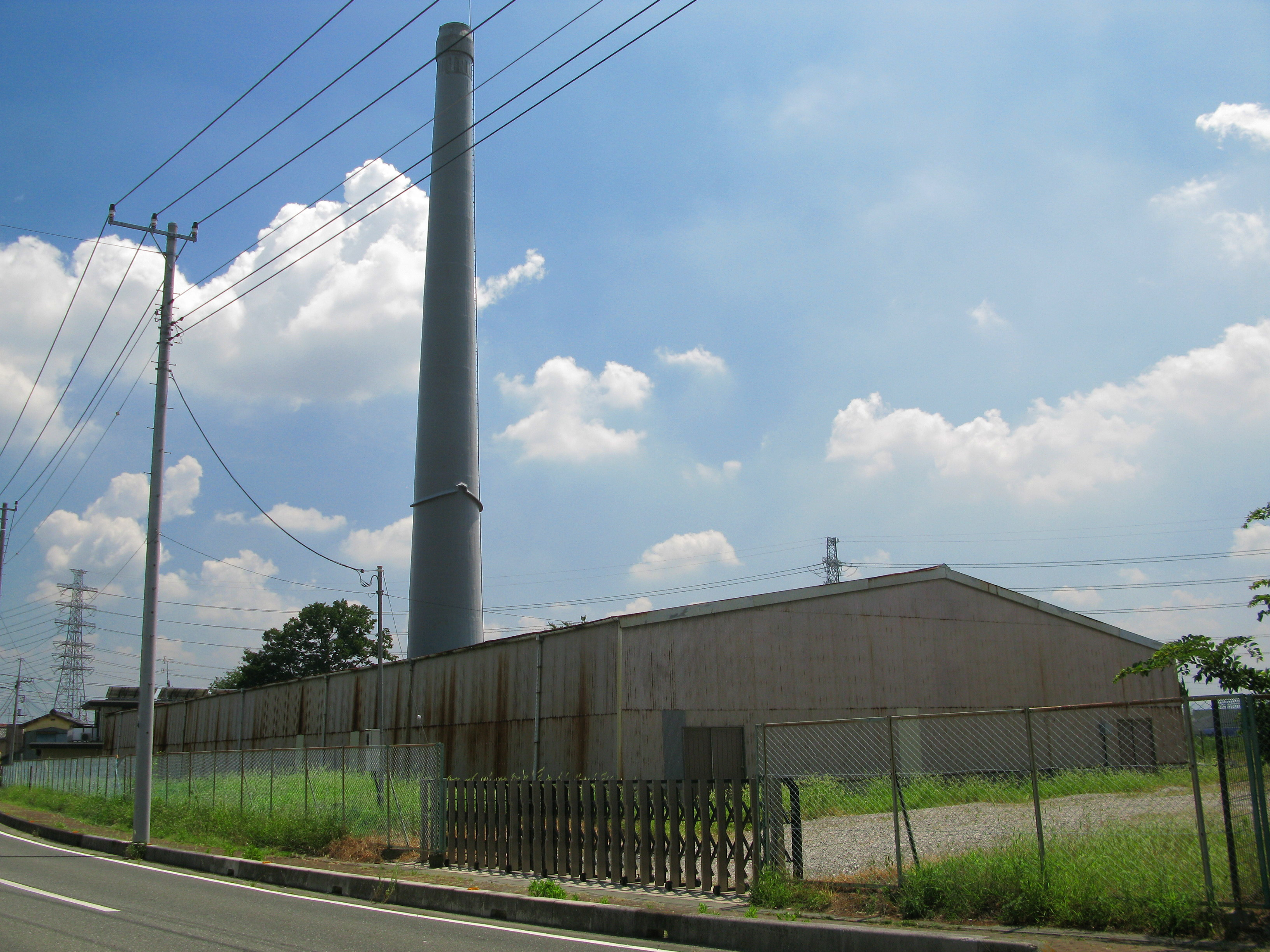
霍夫曼輪窯六號窯
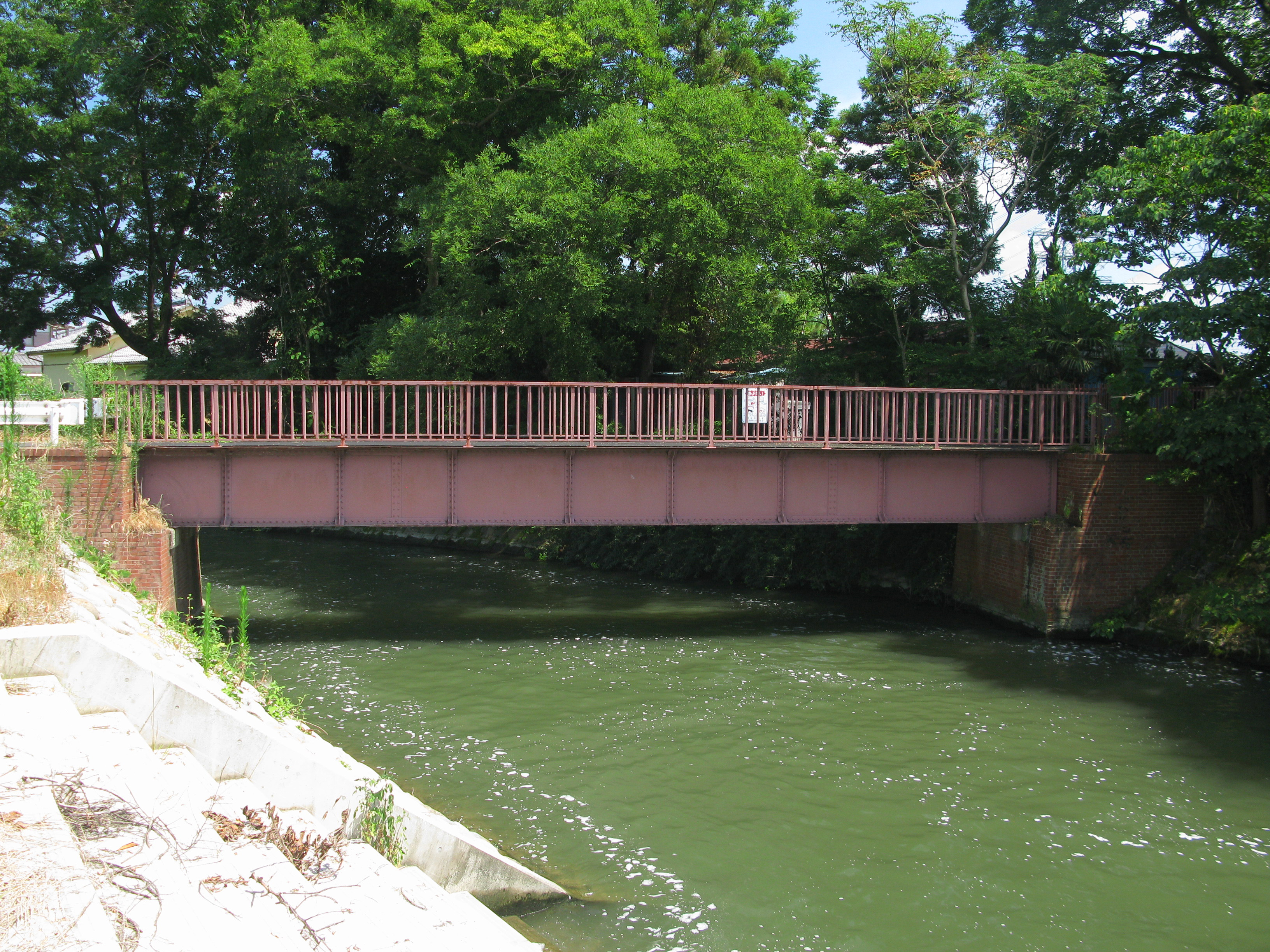
備前渠鐵橋

深谷市指定文化財
- 福川鐵橋

## 外部連結
- 日本煉瓦製造
- 深谷市内の国指定等の文化財 （页面存档备份，存于）
- 日本の近代遺産50選 23日本煉瓦製造ホフマン輪窯 （页面存档备份，存于） - 日経アドネット（日本経済新聞社）